# Ministère des Affaires étrangères (Chypre)
Pour les articles homonymes, voir Ministère des Affaires étrangères.
Le ministère des Affaires étrangères (en grec moderne : Υπουργείο Εξωτερικών) est le ministère de la république de Chypre responsable de la préparation et la mise en œuvre de la politique étrangère chypriote.
Le titulaire actuel est Konstantínos Kómbos, ministre des Affaires étrangères dans le gouvernement Christodoulídis.

## Organisation

### Ministre
Depuis le 1er mars 2023, Konstantínos Kómbos est le ministre des Affaires étrangères dans le gouvernement Christodoulídis.